# Мидл-Айленд-Крик
Мидл-Айленд-Крик (англ. Middle Island Creek) — река в северо-западной части Западной Виргинии, США. Приток Огайо. Площадь водосборного бассейна реки — 1460 км² (563,7 кв. миль). Длина реки — 119,6 км (74,3 мили).

## География
Мидл-Айленд-Крик образуется при слиянии рек Митхаус-Форк и Бакай-Крик в общине Смитберг округа Додридж. От истока по извилистому руслу течёт преимущественно в северо-западном направлении; у города Мидлборн поворачивает на юго-запад и протекает примерно параллельно реке Огайо. Долина Мидл-Айленд-Крик возле устья затоплена из-за подпора, создаваемого шлюзами и плотиной Уиллоу-Айленд ниже по течению Огайо.

## Название
Своё название получила по острову Мидл у её впадения в Огайо, который в конце XVIII века приметили путешественники-первопроходцы.
В справочной литературе зачастую указывается, что Мидл-Айленд-Крик — наиболее длинный водоток в Западной Виргинии, именуемый как «крик» («creek» в переводе с англ. — «ручей»).